# Bufotoxina
Bufotoxinas são uma família de substâncias tóxicas encontradas nas glândulas parotóides, pele, e veneno de muitos sapos do gênero Bufo, em outros anfíbios e outras plantas e cogumelos. A exata composição varia de acordo com a fonte da toxina. Ela pode conter 5-MeO-DMT, bufaginas, bufotalina, bufotenina, bufotionina, adrenalina, norepinefrina, e serotonina. O termo bufotoxina pode também ser usado especificamente para descrever o conjunto da bufagina com suberilargina.